# 보바 펫
보바 펫(Boba Fett) 은 《스타워즈》 시리즈의 등장인물이다. 《제국의 역습》과 《제다이의 귀환》에서 다스 베이더가 고용한 현상금 사냥꾼으로 자바의 범죄 조직의 새로운 대장. 자바가 죽고 난 뒤 자바의 성을 차지하던 빕 포르투나를 죽이고 자바의 범죄 제국을 차지하게 되었다. 장고 펫의 복제된 클론이며 아들이다. 그는 다른 클론들과는 다르게 성장촉진제를 쓰지 않아 성장 속도가 정상이다.

## 상세

### 클론의 습격
제노시스 전투에서 메이스 윈두에 의해 아버지인 장고 펫이 죽은 이후 제다이를 증오, 원망하게 된다. 그 후 아버지와 같은 현상금 사냥꾼의 길을 걷게 된다.

### 새로운 희망
타투인의 모스 아이슬리에서 잠깐 등장한다.

### 제국의 역습
스타 디스트로이어에서 등장하고 밀레니엄 팰콘을 미행한다. 베스핀에서 한 솔로가 탄소냉동된 상자를 가져간다.

### 제다이의 귀환
자바의 성에서 잠깐 등장한다. 그리고 루크랑 싸우다 살락 괴물에게 먹혀 죽는다

## 클론 워즈 3D 애니메이션
스타워즈 클론워즈 시즌 2에 등장한다. 영화와는 달리 어린 보바펫으로 등장한다. 그는 클론 생도처럼 행동하다 윈두를 암살하려 한다. 그러나 클론이 대신 암살 당한다 또한 클론의 블래스터를 빌려 클론을 기절시킨뒤 크루저의 중요 부분을 블래스터로 파괴한다. 그후 격납고의 우주선으로 다른 생도들과 탈출한다. 그후 오라 싱 등의 동료들의 우주선으로 갈아 탄다. 크루저는 추락하여 다른 행성에 박힌다 오라의 일행은 커맨더 폰드,조종사 1명, 함장 이외의 클론을 전부 살해하고 우주선을 타고 빠져나간다. 아나킨과 윈두는 크루저를 뒤져 보다 사고를 당하고 아소카와 마스터 플로가 구출한다 그후 오라와 그녀의 일행은 커맨더 폰드를 죽인뒤 플로럼으로 향한다. 아소카와 플로는 클럽에서 플로럼에서 오라의 일행 1명이 죽었다는 이야기를 듣고 플로럼으로 향한다 오라는 플로와의 논쟁 끝에 싸우게 되고 보바는 플로에 의해 잡힌다 보바는 결국 옥살이를 하다. 시즌 4에 다시 등장한다. 그후 탈옥을 하고 다른 행성에서 바운티 헌터로 일하다. 단체를 만들고 벤트리스가 합류한다 합류한날 바운티 헌터로 일하다 밴트리스에게 논쟁으로 져서 상자안으로 들어가게 된뒤 국왕에게 잡혀 클론워에선 볼수 없게된다.

## 레전드 EU 세계관
원래 보바 펫은 데저트 스키푸에서 살락에게 먹혀 죽는 설정이였지만 만달로리안슈트 덕에 살락이 보바펫을 벹어 내고 살아남으면서, 야빈 전투로부터 40년 후인 레거시 시대까지 산다. 가족은 아버지 장고 펫이 있으며, 아내 신타스 벨과 딸인 아일린 벨이 있다. 손녀로는 미르타 게브가 있다.

## 그 외
그의 만달로리안 갑옷에 대해선 2가지 설이 있다.
1. 아버지의 것을 주워 입었다. 그후 아버지의 만달로이안 갑옷은 녹이 슬어 보바 펫이 입던 초록색 갑옷이 되었다
2. 다른 만달로리안을 죽이고 그 갑옷을 입었다.

1. 북 오브 보바펫 시리즈에서 아버지의 만달로리안 갑옷을 물려받음으로 확인됨